# 吳季札 (鋼琴家)
吳季札（1931年－2003年），台灣著名鋼琴演奏家、音樂家、資深音樂教育家。精通意大利语、拉丁文、英文、寧波話、上海話和广东話。

## 生平
為著名法學家吳經熊第五子，兄外交家吳祖禹。1931年4月30日，生於上海。祖籍浙江寧波鄞縣。
1944年，毕业于意大利罗马国立音乐學院音乐系。後求學美國。1957年，代表美國西東大學（Seton Hall University）舉行鋼琴獨奏會，成績斐然，廣受好評，於是受聘美國大學教授鋼琴演奏和音樂課程。
1960年，赴美國紐約，入纽约茱莉亞學院，師從現代鋼琴演奏大師哥罗尼茨基（Maestro Sascha Gorodnitzki），研習鋼琴演奏技巧，並受推薦多次在美國東部開展個人鋼琴演奏會。
1965年，受張其昀邀請回台灣演奏，在東南亞各國巡迴演奏。後獲張其昀聘請，出任中國文化學院（今中國文化大學）音樂系主任、教授。後任中國文化大學西洋音樂學系系主任。
曾先後任教於台灣光仁中學（今新北市私立光仁高級中學）音樂實驗班，國防部政治作戰學校（今台灣國防大學政治作戰學院）音樂系，實踐家政專科學校（今台灣實踐大學）音樂科。並曾擔任國立藝術學院（今國立臺北藝術大學）音樂科鋼琴組主任教授。

## 著名學生
- 葉綠娜
- 陳宏寬
- 張欽全
- 王振義
- 鄭桀
- 萬筱嵐
- 絲國蘭
- 張欽全
- 劉芷涵